# پیک‌نیک در میدان جنگ
پیک نیک در میدان جنگ فیلمی به کارگردانی سیدرحیم حسینی و نویسندگی حمید برزگر و مجتبی خشک دامن ساختهٔ سال ۱۳۸۳ است.

## بازیگران
- علی صادقی
- قاسم زارع
- علیرضا اوسیوند
- قربان نجفی
- بهادر اسدی
- محسن سلیمانی فارسانی
- هادی محقق
- محسن جهانبانی
- علی اصغر محمدی
- عبدالرضا الطائی
- فؤاد احمدی صابر
- حسین امینی
- هانیه اردکی
- عزت اله رمضانی فر